# Manchester Senior Cup
Giải Manchester FA Senior Cup (trước đây còn gọi là: Manchester Cup) là một giải đấu bóng đá được tổ chức giữa các câu lạc bộ bóng đá thuộc Liên đoàn bóng đá Manchester, giải đấu được tổ chức đầu tiên vào năm 1885. Đội bóng Hurst vô địch đầu tiên sau khi đánh bại đội bóng Newton Heath LYR trong trận chung kết.

## Tổ chức
Sự cạnh tranh chuyên nghiệp của các câu lạc bộ trong khu vực Manchester bao gồm: Manchester United (như Newton Heath LYR cho đến năm 1892 và Newton Heath cho đến năm 1902), Manchester City (như Ardwick cho đến 1894), Bolton Wanderers, Bury, Oldham Athletic, và Stockport County — cho đến những năm 1970, sau đó các đội không thuộc liên đoàn và các đội nghiệp dư cũng vào thi đấu. Giải Senior Cup không được tổ chức vào giai đoạn 1980-1998, nhưng lại thi đấu gồm sáu câu lạc bộ chuyên nghiệp thi đấu vòng tròn 1 lượt và thường được tổ chức vào cuối mùa giải vào đầu tháng.
Đội dự bị Manchester United đã giành được chức vô địch với 33 lần (gần đây nhất là vào năm 2014), tiếp theo là đội dự bị của Manchester City với 21 lần vô địch (gần đây nhất là vào năm 2010).

## Những đội vô địch

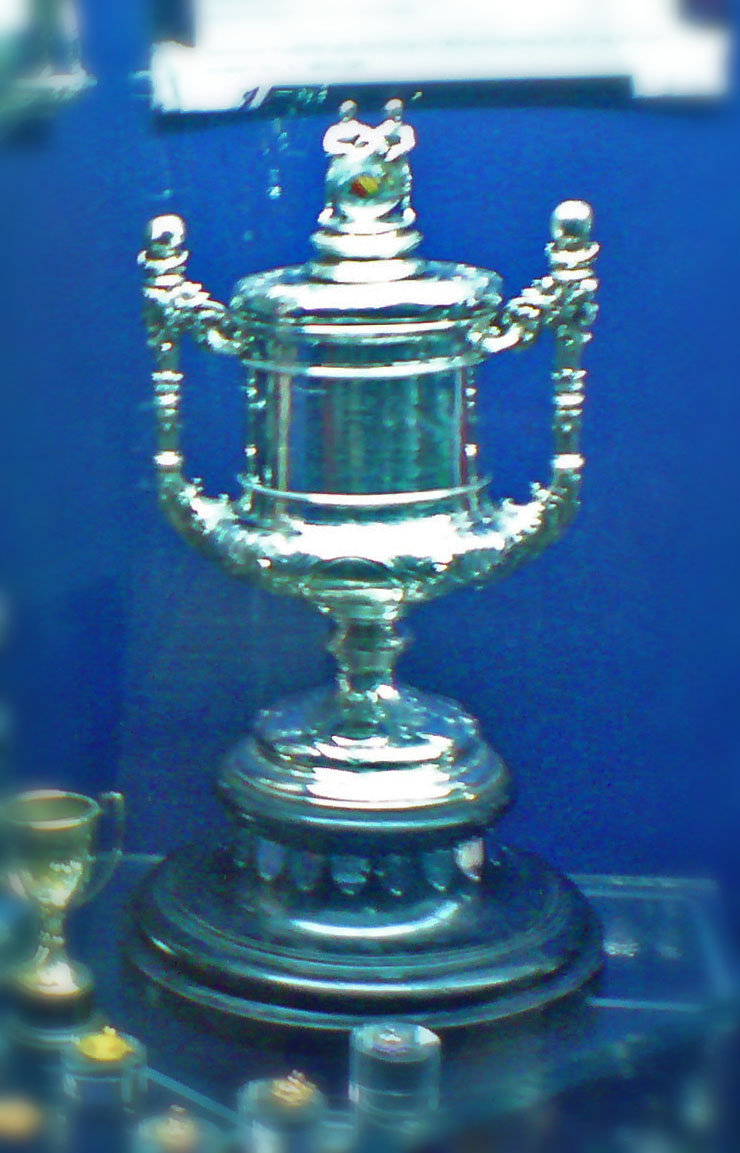
Cúp Manchester Senior Cup

| Mùa giải | Đội chiến thắng               | Mùa giải | Đội chiến thắng   | Mùa giải | Đội chiến thắng            | Mùa giải | Đội chiến thắng            |
| -------- | ----------------------------- | -------- | ----------------- | -------- | -------------------------- | -------- | -------------------------- |
| 1886     | Heath LYR                     | 1922     | Bolton Wanderers  | 1961     |                            | 2012     | Manchester United Reserves |
| 1887     | West Manchester               | 1923     | Stockport County  | 1962     | Bury                       | 2013     | Manchester United Reserves |
| 1888     | Newton Heath LYR              | 1924     | Manchester United | 1963     | Bolton Wanderers           | 2014     | Manchester United Reserves |
| 1889     | Newton Heath LYR              | 1925     | Bury              | 1964     | Manchester United          | 2015     | Bolton Wanderers U21       |
| 1890     | Newton Heath LYR              | 1926     | Manchester United | 1965     |                            |          |                            |
| 1891     | Ardwick                       | 1927     |                   | 1966     |                            |          |                            |
| 1892     | Ardwick                       | 1928     | Manchester City   | 1967     |                            |          |                            |
| 1893     | Newton Heath                  | 1929     | Manchester City   | 1968     | Bury                       |          |                            |
| 1894     | Bury                          | 1930     | Wigan Borough     | 1969     |                            |          |                            |
| 1895     | Hurst                         | 1931     | Manchester United | 1970     |                            |          |                            |
| 1896     | Bury                          | 1932     | Manchester City   | 1971     | Dukinfield Town            |          |                            |
| 1897     | Bury                          | 1933     | Manchester City   | 1972     | Mossley                    |          |                            |
| 1898     | Stockport County              | 1934     | Manchester United | 1973     | Droylsden                  |          |                            |
| 1899     | Stockport County              | 1935     |                   | 1974     | Oldham Athletic            |          |                            |
| 1900     | Bury                          | 1936     | Manchester United | 1975     | Hyde United                |          |                            |
| 1901     | Manchester City               | 1937     | Manchester United | 1976     | Ashton United              |          |                            |
| 1902     | Newton Heath                  | 1938     |                   | 1977     | Mossley                    |          |                            |
| 1903     | Bury/Manchester City (shared) | 1939     | Manchester United | 1978     | Ashton United              |          |                            |
| 1904     |                               | 1947     |                   | 1979     | Droylsden                  |          |                            |
| 1905     | Bury                          | 1948     | Manchester United | 1999     | Manchester United Reserves |          |                            |
| 1906     |                               | 1949     | Manchester City   | 2000     | Manchester United Reserves |          |                            |
| 1907     | Manchester City               | 1950     |                   | 2001     | Manchester City Reserves   |          |                            |
| 1908     | Manchester United             | 1951     | Bury              | 2002     | Oldham Athletic Reserves   |          |                            |
| 1909     |                               | 1952     | Bury              | 2003     |                            |          |                            |
| 1910     | Manchester United             | 1953     |                   | 2004     | Manchester United Reserves |          |                            |
| 1911     | Manchester City               | 1954     |                   | 2005     | Manchester City Reserves   |          |                            |
| 1912     | Manchester United             | 1955     | Manchester United | 2006     | Manchester United Reserves |          |                            |
| 1913     | Manchester United             | 1956     |                   | 2007     | Manchester City Reserves   |          |                            |
| 1914     | Hurst                         | 1957     | Manchester United | 2008     | Manchester United Reserves |          |                            |
| 1915     | Stockport County              | 1958     |                   | 2009     | Manchester United Reserves |          |                            |
| 1920     | Manchester United             | 1959     | Manchester United | 2010     | Manchester City Reserves   |          |                            |